# Cohérentisme
 (juillet 2019).
Le cohérentisme est une théorie épistémologique qui postule que la justification et la véracité des croyances reposent sur leur cohérence interne au sein d'un système de connaissances. Selon le cohérentisme, la validité d'une croyance dépend de son harmonie avec d'autres croyances déjà acceptées. Une croyance est justifiée si elle s'intègre sans contradiction au sein du réseau global de croyances d'un individu.

## Définition
Comme théorie de la vérité, le cohérentisme restreint les phrases « vraies » à celles qui sont cohérentes avec un certain ensemble spécifié de phrases.
Comme illustration de ce principe, si les gens vivaient dans un univers de réalité virtuelle, ils pourraient voir des oiseaux dans des arbres qui ne sont pas vraiment là. Non seulement les oiseaux ne sont pas vraiment là, mais les arbres ne le sont pas vraiment non plus. Les gens peuvent ou non « savoir » que l'oiseau et l'arbre sont là, mais dans les deux cas, il y a une cohérence entre le monde virtuel et le réel, exprimée en termes de vraies croyances au sein de l'expérience disponible. La « cohérence » est une façon d'expliciter les valeurs de vérité tout en contournant les croyances qui pourraient être fausses de quelque façon que ce soit.

## Présentation
L'idée sous-jacente est que les croyances individuelles ne sont pas évaluées de manière isolée, mais plutôt en fonction de leur capacité à créer un ensemble de pensées logiquement connectées. Ainsi, une croyance est renforcée si elle renforce la cohérence du système dans lequel elle est intégrée, et elle est suspecte si elle génère des incohérences ou des conflits avec d'autres croyances. Le cohérentisme s'oppose à d'autres théories de la vérité dont le correspondantisme. 
La vérité cohérente est divisée entre une approche anthropologique qui ne concerne que les réseaux localisés (« vrais dans un échantillon donné d'une population, compte tenu de notre compréhension de la population »), et une approche jugée sur la base des universaux, comme ensembles catégoriques. L'approche anthropologique appartient plus proprement à la théorie de la vérité-correspondance tandis que les théories universelles sont un petit développement au sein de la philosophie analytique. La théorie cohérentiste de la justification, qui peut être interprétée comme se rapportant à l'une ou l'autre théorie de la vérité cohérente, caractérise la justification épistémique comme une propriété d'une croyance seulement si cette croyance est un membre d'un ensemble cohérent. Ce qui distingue le cohérentisme d'autres théories de justification est que l'ensemble est le porteur principal de la justification. En tant que théorie épistémologique, le cohérentisme s'oppose au fondationnalisme ainsi qu'à l'infinitisme par son insistance relativement aux définitions. Il tente également de proposer une solution à l'argument de la régression qui mine la théorie de la correspondance. Dans un sens épistémologique, c'est une théorie sur la façon dont une croyance peut théoriquement se trouver justifiée. 
Le cohérentisme est une vue sur la structure et le système de connaissances ou de convictions autrement justifiée. La thèse cohérentiste est normalement formulée en termes d'un déni de son contraire tel que le fondamentalisme dogmatique, qui manque d'un cadre de preuve théorique ou la théorie de la correspondance qui manque d'universalisme. L'histoire contrefactuelle, au moyen d'un vocabulaire développé par David K. Lewis et sa théorie des mondes multiples, bien que populaire auprès des philosophes, a eu pour effet de créer une grande incrédulité vis-à-vis des universaux parmi les universitaires. Beaucoup de difficultés se situent entre la cohérence hypothétique et sa réalisation effective. Le cohérentisme prétend, au minimum, que toutes les connaissances « ET » croyances justifiées reposent en fin de compte sur une base de connaissances non inférentielle « OU » croyance justifiée. Pour défendre ce point de vue, les tenants du cohérentisme font valoir que les conjonctions (« ET ») sont plus spécifiques, et donc d'une certaine façon plus défendables, que les disjonctions (« OU »).
Après avoir répondu au fondationnalisme, les cohérentistes caractérisent normalement leur vue de façon positive par le remplacement de la métaphore fondationnaliste d'un bâtiment comme modèle pour la structure de la connaissance avec différentes métaphores, comme celle qui modélise notre connaissance comme un navire en mer dont la navigabilité doit être assurée par des réparations de toute partie qui en a besoin. Cette métaphore a pour fonction d'expliquer le problème de l'incohérence, qui a été soulevée pour la première fois en mathématiques et qui pose un risque à l'universalisme moral. Les cohérentistes tiennent généralement à l'idée que la justification est uniquement fonction d'une certaine relation entre les croyances, dont aucune n'est une croyance privilégiée de la façon dont elles sont défendues par les fondationnalistes dogmatiques. Ainsi, les vérités universelles sont à portée de main. Différentes variétés de cohérentisme sont individualisées par la relation spécifique entre un système de connaissance et de croyance justifiée, qui peuvent être interprétés en termes de calcul des prédicats, ou idéalement de théorie de la preuve.

## Critique de la théorie
Des critiques plus traditionnels de la théorie de la vérité-correspondance ont dit qu'il ne peut pas y avoir un contenu et des preuves dans le même temps, à moins que les contenus soient infinis ou à moins que les contenus n'existent en quelque sorte que sous la forme de la preuve. Une telle forme de « preuve existante » peut sembler ridicule, mais les cohérentistes ont tendance à penser qu'elle est non problématique. Elle revient donc dans un groupe de théories parfois jugées trop généraliste, ce que Gabor Forrai appelle « réalisme blob ». Cela est conforme au débat traditionnel entre empirisme et rationalisme.
Peut-être l'objection la plus connue à une théorie de la cohérence de la vérité est l'argument de Bertrand Russell relatif à la contradiction. Russell a soutenu que la croyance et sa négation adhèrent chacune séparément à un ensemble complet de toutes les croyances, en créant ainsi une incohérence interne. Si quelqu'un par exemple tient à une croyance qui est fausse, comment pourrions-nous déterminer que la croyance se réfère à quelque chose de réel, même si elle est fausse, ou que la croyance correcte est vraie, même si on ne la croit pas ? La cohérence doit donc se fonder sur une théorie qui est soit non contradictoire, soit accepte un certain degré limité d'incohérence tel que le relativisme ou un paradoxe. Les critères nécessaires supplémentaires pour la cohérence peuvent inclure l'universalisme ou l'absolu, ce qui suggère que la théorie reste anthropologique ou incohérente quand elle n'utilise pas le concept de l'infini. Un cohérentiste pourrait soutenir que ce scénario s'applique indépendamment des théories envisagées, et ainsi que le cohérentisme doit être le cadre conceptuel préféré de la vérité en évitant le relativisme.

## Histoire
Le cohérentisme a été principalement utilisé par Harold Henry Joachim dans son livre The Nature of Truth paru en 1906. Plus récemment, plusieurs épistémologues contemporains ont défendu et contribué de manière significative à la théorie, principalement Laurence BonJour et Keith Lehrer.

### Argument de la régression
Tant les théories de la cohérence et du fondationnalisme de la « justification » essayent de répondre à l'argument de la régression, problème fondamental en épistémologie qui se présente ainsi. Compte tenu de certaines déclarations P, il semble raisonnable de demander une justification de P. Si cette justification prend la forme d'une autre déclaration, P', on peut raisonnablement demander à nouveau une justification de P' et ainsi de suite. Il y a trois résultats possibles à ce processus de questionnement :
1. La série est infiniment longue, chaque assertion étant justifiée par une autre assertion.
2. La série forme une boucle, de sorte que chaque assertion est finalement impliquée dans sa propre justification.
3. La série se termine avec certaines assertions devant être auto-justifiante.

Une série infinie semble offrir peu d'aide, à moins de trouver un moyen de modéliser les ensembles infinis. Cela pourrait impliquer des hypothèses supplémentaires. Sinon, il est impossible de vérifier que chaque justification est satisfaisante sans faire de généralisations.
Le cohérentisme est parfois caractérisé par son acceptation que la série forme une boucle, mais bien que cela produirait une forme de cohérentisme, ce n'est pas ce que l'on entend généralement par le terme. Ceux qui acceptent la théorie de la boucle soutiennent parfois que le corps d'hypothèses utilisées pour prouver la théorie n'est pas ce qui est en question en considérant une boucle de prémisses.
Cela servirait le but typique de contourner le recours à une régression, mais pourrait être considéré comme une forme de fondamentalisme logique. Mais sinon, il faut supposer qu'une boucle soulève la question, ce qui signifie qu'elle ne fournit pas la logique suffisante pour constituer une preuve.

### Réponse du fondationnalisme
On pourrait en conclure qu'il doit y avoir quelques déclarations qui, pour une raison quelconque, ne nécessitent pas de justification. Ce point de vue est appelé fondationnalisme. Les rationalistes tels que Descartes et Spinoza par exemple ont développé des systèmes axiomatiques qui s'appuient sur des déclarations qui ont été prises pour allant de soi : Je pense donc je suis en est l'exemple le plus célèbre. De même, les empiristes prennent ces observations comme fournissant les bases des séries.

### L'auto-justification
Le fondationnalisme repose sur l'affirmation selon laquelle il n'est pas nécessaire de demander de justification à certaines propositions ou qu'elles sont auto-justificatrices. Le cohérentisme fait valoir que cette position est trop dogmatique. En d'autres termes, elle ne fournit pas de véritables critères pour déterminer ce qui est vrai de ce qui ne l'est pas. Le projet analytique cohérentiste est ensuite impliqué dans un processus de justification de ce que l'on entend par critères adéquats pour la vérité non dogmatique. Comme rejeton de cette dynamique, la théorie souligne qu'il est « toujours » raisonnable de demander une justification pour « toute » assertion. Si quelqu'un fait une déclaration d'observation comme « il pleut », le cohérentiste soutient qu'il est raisonnable de se demander par exemple si cette simple déclaration se réfère à quelque chose de réel. Il se trouve que ce qui est réel à propos de la déclaration est le modèle étendu de relations que nous appelons justifications. Mais, contrairement au relativiste, le cohérentiste soutient que ces associations peuvent être objectivement réelles. Le cohérentisme soutient que le fondationnalisme dogmatique ne fournit pas l'ensemble des relations pures qui pourraient aboutir à réellement comprendre le contexte objectif des phénomènes, parce que les hypothèses dogmatiques ne constituent pas la preuve de la théorie et restent donc incohérentes ou relativistes. Les cohérentistes soutiennent donc que la seule façon de parvenir à la vérité de la preuve théorique qui ne soit pas relativiste est par l'idée de cohérence.

### Réponse du cohérentisme
Le cohérentisme nie la solidité de l'argument de régression. Ce dernier fait l'hypothèse que la justification d'une proposition prend la forme d'une autre proposition : P" justifie P', qui à son tour justifie P. Pour le cohérentisme, la justification est un processus holistique. La justification d'inférence pour la croyance en P est non linéaire. Cela signifie que P" et P' ne sont pas épistémiquement antérieurs à P. Plutôt, les croyances que P", P' et P travaillent ensemble pour atteindre la justification épistémique. Catherine Elgin a exprimé la même idée différemment en faisant valoir que les croyances doivent être « cohérentes entre elles, cotenables et supportives. Autrement dit, les composants doivent être raisonnables à la lumière l'un de l'autre. Étant donné que la cotenabilité et la supportivité sont des questions de degré, la cohérence l'est aussi ». Habituellement, le système de croyance est considéré comme l'ensemble des croyances de l'individu ou du groupe, c'est-à-dire leur théorie du monde.
Il est nécessaire pour le cohérentisme d'expliquer en détail ce que cela signifie pour un système d'être cohérent. À tout le moins, la cohérence doit inclure la cohérence logique. Elle nécessite également habituellement un certain degré d'intégration des divers composants du système. Un système qui contient plus d'une explication non liée au même phénomène n'est pas aussi cohérent que celui qui utilise une seule explication, toutes autres choses étant égales. Inversement, une théorie qui explique des phénomènes divergents en utilisant des explications indépendantes n'est pas aussi cohérents que celui qui n'utilise qu'une seule explication à ces phénomènes divergents. Ces exigences sont des variations du rasoir d'Ockham. Les mêmes remarques peuvent être faites de manière plus formelle en utilisant la statistique bayésienne. Enfin, plus grand est le nombre de phénomènes expliqués par le système, plus celui-ci est cohérent.

### Problèmes associés au cohérentisme
Un problème auquel le cohérentisme doit faire face est la « pluralité d'objection ». Il n'y a rien dans la définition de la cohérence qui rende impossible pour deux ensembles de croyances totalement différents de posséder une cohérence interne. Ainsi il pourrait y avoir plusieurs de ces ensembles. Mais si l'on suppose - en accord avec le principe de non-contradiction - qu'il ne peut y avoir qu'« un » ensemble complet de vérités, le cohérentisme doit donc résoudre en interne que ces systèmes ne sont pas contradictoires, en établissant ce qui est signifié par la vérité. À ce stade, la cohérence pourrait être blâmée pour l'adoption de sa propre variation du fondamentalisme dogmatique en sélectionnant arbitrairement des valeurs de vérité. Les cohérentistes doivent faire valoir que leurs valeurs de vérité ne sont pas arbitraires par des raisons démontrables.
Une seconde objection apparaît également, le « problème de la finitude », que le relativisme arbitraire ad hoc pourrait réduire les déclarations de valeur relativement insignifiante à des non-entités au cours du processus d'établissement de l'universalisme ou de l'absolu. Cela pourrait se traduire par un cadre de théorie de la vérité totalement plat, ou même des valeurs de vérité arbitraires. Les cohérentistes résolvent généralement cette question en adoptant une condition métaphysique de l'universalisme, conduisant parfois au matérialisme, ou en faisant valoir que le relativisme est futile.[pas clair]
Cependant, la métaphysique pose un autre problème, celui de l'argument du passager clandestin qui pourrait avoir des implications épistémologiques. Cependant, un cohérentiste pourrait dire que si les conditions de vérité de la logique se tiennent, alors il n'y aura pas de problème indépendamment des conditions supplémentaires qui se trouvent être vraies. L'accent est ainsi mis sur la façon de rendre la théorie valable au sein de l'ensemble et aussi vérifiable.[pas clair]
Un certain nombre de philosophes ont soulevé des préoccupations sur le lien entre les notions intuitives de cohérence qui constituent le fondement des formes épistémiques de cohérentisme et quelques résultats formels en probabilité bayésienne. Cette question a été soulevée par Luc Bovens et Stephen Hartmann sous la forme d'impossibilité de résultats et par Erik J. Olsson. Des tentatives ont été faites pour construire un compte-rendu théorique de l'intuition cohérentiste.

### Théories de la vérité
- Théorie de la vérité-correspondance
- Théorème de Tarski